# Bilal Boutobba
Bilal Boutobba (Marsiglia, 29 agosto 1998) è un calciatore francese, centrocampista dell'Hatayspor.

## Carriera

### Club

#### Olympique Marsiglia
Prodotto dalle giovanili dell'Olympique Marsiglia, ha esordito in campionato il 14 dicembre 2014 nella sconfitta per 1-0 in trasferta contro il Monaco allo Stadio Louis II, sostituendo Mario Lemina negli ultimi sei minuti della gara. In tal modo, è diventato il giocatore più giovane di sempre a giocare una partita ufficiale con il Marsiglia, all'età di 16 anni, 3 mesi e 15 giorni. Il record era stato precedentemente detenuto dal suo compagno di squadra Jérémie Porsan-Clémenté, che aveva 16 anni e 8 mesi al suo debutto all'inizio della stagione.

#### Siviglia
Il 18 giugno 2016, decise di svincolarsi dal Marsiglia e di firmare a parametro zero con il Siviglia. Il 7 luglio successivo firma un contratto quadriennale, venendo integrato nella rosa della seconda squadra. Ha fatto il suo debutto in Segunda División il 10 settembre successivo, sostituendo David Carmona negli ultimi sette minuti della sconfitta per 1-0 contro il Lugo.
Il 31 agosto 2018 ha rescisso il suo contratto che lo legava al Siviglia.

#### Montpellier
Il 21 settembre 2018 si accorda con il Montpellier. Inizialmente viene inserito nella rosa della seconda squadra militante nel Championnat de France amateur 2, la quinta divisione del campionato francese. Ha fatto il suo esordio in prima squadra il 24 febbraio 2019, sostituendo Nicolas Cozza dopo un'ora nella sconfitta in casa per 4-2 contro lo Stade Reims.

#### Niort
Nell'agosto 2020, in scadenza di contratto con il Montpellier, ha firmato un contratto triennale con il Niort in Ligue 2. Ha segnato il suo primo gol in campionato il 7 novembre, nella vittoria per 4-3 in casa dello Sochaux.

#### Clermont Foot
Il 7 giugno 2023, in scadenza di contratto, viene tesserato dal Clermont Foot, con cui firma un triennale.

### Nazionale
Nato in Francia, ha origini algerine. Ha fatto il suo debutto con la nazionale francese Under-17 il 25 ottobre 2014 nelle qualificazioni agli europei allo Stadio Stelios Kyriakides di Pafo, a Cipro, giocando da titolare nella vittoria per 3-0 sulla Macedonia. Nella partita di apertura del girone Elite del 20 marzo 2015, ha segnato l'unico gol nel primo minuto del secondo tempo che ha permesso di battere Israele. Ha fatto parte della nazionale francese che ha vinto campionato europeo Under-17 in Bulgaria, segnando nella vittoria per 5-0 sulla Scozia nella prima partita del girone.
Più tardi nel corso dell'anno, ha preso parte al campionato mondiale Under-17, costringendo la realizzazione all'autogol di James McGarry e segnando nella sconfitta per 6-1 contro la Nuova Zelanda nella partita di apertura della fase a gironi a Puerto Montt. Tre giorni dopo, con un gol al terzo minuto, ha contribuito nella vittoria per 4-3 sul Paraguay. Negli ottavi, ha segnato ai rigori quando la Francia è stata eliminata dalla Costa Rica dopo un pareggio a reti inviolate.

## Statistiche

### Presenze e reti nei club
Statistiche aggiornate al 29 gennaio 2023.
| Stagione                     | Squadra                      | Campionato                   | Campionato | Campionato | Coppe nazionali | Coppe nazionali | Coppe nazionali | Coppe continentali | Coppe continentali | Coppe continentali | Altre coppe | Altre coppe | Altre coppe | Totale | Totale |
| Stagione                     | Squadra                      | Comp                         | Pres       | Reti       | Comp            | Pres            | Reti            | Comp               | Pres               | Reti               | Comp        | Pres        | Reti        | Pres   | Reti   |
| ---------------------------- | ---------------------------- | ---------------------------- | ---------- | ---------- | --------------- | --------------- | --------------- | ------------------ | ------------------ | ------------------ | ----------- | ----------- | ----------- | ------ | ------ |
| gen.-apr. 2015               | Olympique Marsiglia 2        | CFA2                         | 5          | 0          |                 | -               | -               |                    | -                  | -                  |             | -           | -           | 5      | 0      |
| 2015-2016                    | Olympique Marsiglia 2        | CFA                          | 20         | 1          |                 | -               | -               |                    | -                  | -                  |             | -           | -           | 20     | 1      |
| Totale Olympique Marsiglia 2 | Totale Olympique Marsiglia 2 | Totale Olympique Marsiglia 2 | 25         | 1          |                 | -               | -               |                    | -                  | -                  |             | -           | -           | 25     | 1      |
| 2014-2015                    | Olympique Marsiglia          | L1                           | 3          | 0          | CF+CdL          | 0               | 0               |                    | -                  | -                  |             | -           | -           | 3      | 0      |
| 2015-2016                    | Olympique Marsiglia          | L1                           | 0          | 0          | CF+CdL          | 0               | 0               | UEL                | 0                  | 0                  |             | -           | -           | 0      | 0      |
| Totale Olympique Marsiglia   | Totale Olympique Marsiglia   | Totale Olympique Marsiglia   | 3          | 0          |                 | 0               | 0               |                    | 0                  | 0                  |             | -           | -           | 3      | 0      |
| 2016-2017                    | Siviglia Atlético            | SD                           | 11         | 0          |                 | -               | -               |                    | -                  | -                  |             | -           | -           | 11     | 0      |
| 2017-2018                    | Siviglia Atlético            | SD                           | 22         | 0          |                 | -               | -               |                    | -                  | -                  |             | -           | -           | 22     | 0      |
| Totale Siviglia Atlético     | Totale Siviglia Atlético     | Totale Siviglia Atlético     | 33         | 0          |                 | -               | -               |                    | -                  | -                  |             | -           | -           | 33     | 0      |
| 2018-2019                    | Montpellier 2                | N3                           | 17         | 6          |                 | -               | -               |                    | -                  | -                  |             | -           | -           | 17     | 6      |
| 2019-2020                    | Montpellier 2                | N2                           | 15         | 1          |                 | -               | -               |                    | -                  | -                  |             | -           | -           | 15     | 1      |
| Totale Montpellier 2         | Totale Montpellier 2         | Totale Montpellier 2         | 32         | 7          |                 | -               | -               |                    | -                  | -                  |             | -           | -           | 32     | 7      |
| 2018-2019                    | Montpellier                  | L1                           | 2          | 0          | CF+CdL          | 0               | 0               |                    | -                  | -                  |             | -           | -           | 2      | 0      |
| 2019-2020                    | Montpellier                  | L1                           | 1          | 0          | CF+CdL          | 0               | 0               |                    | -                  | -                  |             | -           | -           | 1      | 0      |
| Totale Montpellier           | Totale Montpellier           | Totale Montpellier           | 3          | 0          |                 | 0               | 0               |                    | -                  | -                  |             | -           | -           | 3      | 0      |
| 2020-2021                    | Niort                        | L2                           | 35+1       | 3          | CF              | 1               | 0               |                    | -                  | -                  |             | -           | -           | 37     | 3      |
| 2021-2022                    | Niort                        | L2                           | 37         | 7          | CF              | 0               | 0               |                    | -                  | -                  |             | -           | -           | 37     | 37     |
| 2022-2023                    | Niort                        | L2                           | 18         | 8          | CF              | 4               | 0               |                    | -                  | -                  |             | -           | -           | 22     | 8      |
| Totale Niort                 | Totale Niort                 | Totale Niort                 | 90+1       | 18         |                 | 5               | 0               |                    | -                  | -                  |             | -           | -           | 96     | 18     |
| Totale carriera              | Totale carriera              | Totale carriera              | 187+1      | 26         |                 | 5               | 0               |                    | 0                  | 0                  |             | -           | -           | 193    | 26     |